# 北田正元
北田 正元（きただ まさもと、明治21年（1888年）2月11日 - 1978年7月13日）は、日本の外交官。初代駐アフガニスタン公使。父は代言人の北田正董。

## 経歴
千葉県人北田正董の五男。
東京府立一中を経て明治45年（1912年）東京帝国大学法科大学政治学科卒業。外交官及領事官試験に合格し外交官補に任ぜられる。
外務省参事官、大公使館書記官、総領事を歴任。昭和9年（1934年）駐アフガニスタン公使。アミーン・フサイニーなどと面会。昭和15年（1940年）退官。

## 人物像
大正11年（1922年）分家する。住所は東京都渋谷区原宿。東京都文京区在籍。
趣味は庭球、ゴルフ。

## 家族・親族

### 北田家
（千葉県大網白里市、東京都文京区、東京都渋谷区原宿）
- 父・正董（代言人） - 上総国山辺郡南横川村の人[4]。祖先は上総土気の城主酒井越中守の一門喜多田丹後守の後裔[4]。
- 兄・正寅
- 兄・正平（政治家、鉱山業[2]）
- 姉・尊子（作家（北田薄氷））
- 姉・酉（陸軍中将・大橋常三郎の妻）

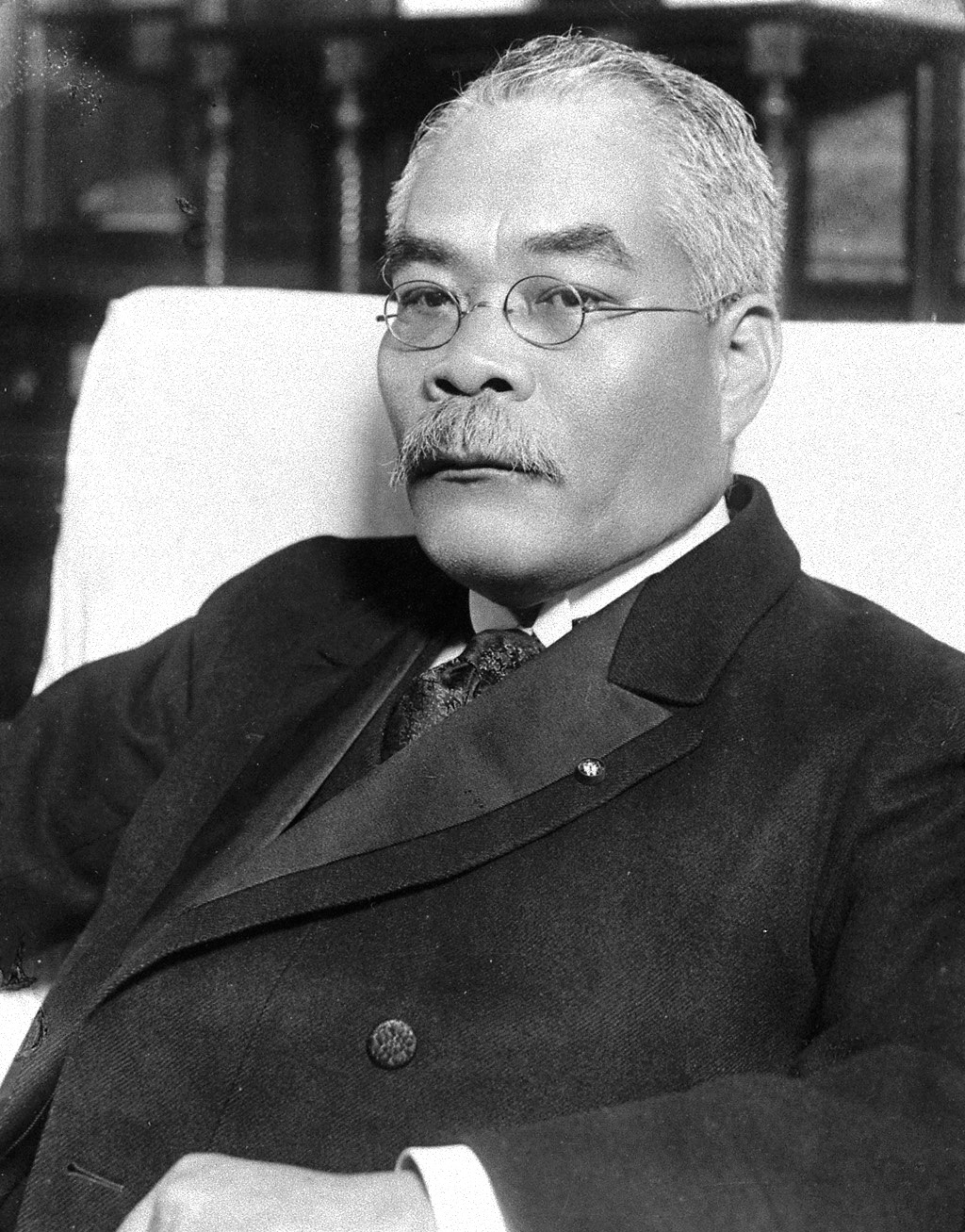
義父浜口雄幸

- 妻・悌（政治家・浜口雄幸（元総理大臣）の三女[3]）

明治33年（1900年）4月生 - 没
- 長男[3]
- 長女[3]
- 次女[3]

### 親戚
- 大橋武夫[3]（姉・酉の子かつ義弟（妻 悌の妹富士の夫）、政治家、元労働大臣、運輸大臣）
- 濱口雄彦（義兄（妻 悌の兄）、銀行家）
- 濱口巌根（義兄（妻 悌の兄）、銀行家）
- 北田正典（兄・正寅の子、実業家）
- 高橋義治（兄・正寅の子朝子の夫、実業家）
- 高橋治之（兄・正寅の孫、朝子の子、実業家）
- 高橋治則（同上、実業家、イ・アイ・イ元社長）

## 栄典
- 1940年（昭和15年）8月15日 - 紀元二千六百年祝典記念章[5]